# Laurel et Hardy campeurs
Pour plus de détails, voir Fiche technique et Distribution.
Laurel et Hardy campeurs (titre original : One Good Turn) est un film américain réalisé par James W. Horne, sorti en 1931, mettant en scène Laurel et Hardy.

## Fiche technique
- Titre original : One Good Turn
- Titre français : Laurel et Hardy campeurs[1]
- Réalisation : James W. Horne
- Scénario : H. M. Walker (dialogues)
- Photographie : Art Lloyd
- Montage : Richard C. Currier
- Ingénieur du son : Elmer Raguse
- Producteur : Hal Roach
- Société de production : Hal Roach Studios
- Société de distribution : Metro-Goldwyn-Mayer
- Pays d’origine :  États-Unis
- Langue : anglais
- Format : Noir et blanc - 35 mm - 1,37:1  -  sonore
- Genre : Comédie
- Longueur : deux bobines
- Date de sortie : États-Unis : 31 octobre 1931

## Distribution
Source principale de la distribution :
- Stan Laurel : Stanley
- Oliver Hardy : Oliver Hardy
- Mary Carr : la vieille dame
- James Finlayson : un acteur amateur

Reste de la distribution non créditée :
- Gordon Douglas : un acteur amateur
- Billy Gilbert : l'ivrogne
- Dorothy Granger : une actrice amateur
- Snub Pollard : un acteur amateur
- Lyle Tayo : une actrice amateur
- Baldwin Cooke :
- Dick Gilbert :
- William Gillespie :
- Ham Kinsey :
- Retta Palmer :
- Charley Young :